# Chimarra palaedominicana
Chimarra palaedominicana is een fossiele soort schietmot uit de familie Philopotamidae.